# Miguel Ángel Sánchez Muñoz
Miguel Ángel Sánchez Muñoz, conosciuto come Míchel  o Mítchel (Madrid, 30 ottobre 1975), è un allenatore di calcio ed ex calciatore spagnolo, di ruolo centrocampista, tecnico del Girona.

## Carriera

### Giocatore

#### Club
Prodotto del vivaio del Rayo Vallecano, dopo una breve parentesi nell'UD Almería sviluppa i migliori anni della sua carriera nella squadra del quartiere di Madrid, dove contribuisce in maniera decisiva tanto alla promozione in Primera División nella stagione 1998-1999, quanto al miglior piazzamento nella storia del Rayo Vallecano la stagione successiva (noni nella stagione 1999-2000), nonché all'ottima prestazione in Coppa Uefa nella stagione 2000-2001, interrotta ai quarti di finale nel derby spagnolo perso col Deportivo Alavés, poi finalista. Dopo la retrocessione del 2003 venne ceduto per 2,7 milioni di euro al Real Murcia, cifra record per la squadra pimentonera. Dopo la non entusiasmante avventura nel team granata, inframezzata da un'esperienza altrettanto poco entusiasmante in prestito al Málaga CF, nell'estate del 2006 torna al club delle sue origini, contribuendo col suo apporto qualitativo alla promozione in Segunda División nel 2008. Nominato uno dei capitani del Rayo Vallecano anche per questa stagione, la sua presenza ormai si fa sentire più in seno allo spogliatoio che in campo, visto che non parte con un posto da titolare. Il ruolo dove ha reso meglio è stato centrocampista interno, e l'ottimo sinistro di cui è dotato gli ha permesso di segnare diversi gol dalla lunga distanza nel corso della sua carriera.

### Allenatore
Dopo aver esordito in panchina nel 2017 ed aver guidato il Rayo Vallecano per poco meno di un biennio, prima di essere esonerato, nel 2019 Michel si è accasato all'Huesca, con il quale ha conquistato nel 2020 il titolo di campione di Seconda Divisione e la promozione nella massima categoria, la seconda nella storia del club aragonese. Viene esonerato il 12 gennaio 2021, con la squadra all'ultimo posto in classifica.
Viene scelto dal Girona come nuovo allenatore per la stagione 2021-2022 e si piazza sesto in classifica a pari punti con il Real Oviedo, accedendo ai playoff solo per un gol di differenza negli scontri diretti. Sconfigge Eibar e Tenerife e fa tornare il Girona in Liga dopo quattro anni. Il ritorno in massima divisione è ottimo, con il club salvo con largo anticipo e un decimo posto a soli quattro punti dalla zona Conference League. Michel, forte di un gruppo unito e di una discreta campagna acquisti, la stagione seguente disputa un incredibile inizio di stagione, con il suo Girona che agguanta la vetta della Liga alla settima giornata per la prima volta nella sua storia. Termina poi il campionato al terzo posto dietro a Real Madrid e Barcellona qualificandosi per la Champions League.

## Statistiche

### Statistiche da allenatore
Statistiche aggiornate al 3 dicembre 2023. In grassetto le competizioni vinte.
| Stagione              | Squadra               | Campionato            | Campionato | Campionato | Campionato | Campionato | Coppe nazionali | Coppe nazionali | Coppe nazionali | Coppe nazionali | Coppe nazionali | Coppe continentali | Coppe continentali | Coppe continentali | Coppe continentali | Coppe continentali | Altre coppe | Altre coppe | Altre coppe | Altre coppe | Altre coppe | Totale | Totale | Totale | Totale | % Vittorie | Piazzamento |
| Stagione              | Squadra               | Comp                  | G          | V          | N          | P          | Comp            | G               | V               | N               | P               | Comp               | G                  | V                  | N                  | P                  | Comp        | G           | V           | N           | P           | G      | V      | N      | P      | %          | Piazzamento |
| --------------------- | --------------------- | --------------------- | ---------- | ---------- | ---------- | ---------- | --------------- | --------------- | --------------- | --------------- | --------------- | ------------------ | ------------------ | ------------------ | ------------------ | ------------------ | ----------- | ----------- | ----------- | ----------- | ----------- | ------ | ------ | ------ | ------ | ---------- | ----------- |
| feb.-giu. 2017        | Rayo Vallecano        | SD                    | 16         | 7          | 4          | 5          | CR              | -               | -               | -               | -               | -                  | -                  | -                  | -                  | -                  | -           | -           | -           | -           | -           | 16     | 7      | 4      | 5      | 43,75      | Sub. 12°    |
| 2017-2018             | Rayo Vallecano        | SD                    | 42         | 21         | 13         | 8          | CR              | 1               | 0               | 0               | 1               | -                  | -                  | -                  | -                  | -                  | -           | -           | -           | -           | -           | 43     | 21     | 13     | 9      | 48,84      | 1° (prom.)  |
| 2018-mar. 2019        | Rayo Vallecano        | PD                    | 28         | 6          | 5          | 17         | CR              | 2               | 0               | 1               | 1               | -                  | -                  | -                  | -                  | -                  | -           | -           | -           | -           | -           | 30     | 6      | 6      | 18     | 20,00      | Eson        |
| Totale Rayo Vallecano | Totale Rayo Vallecano | Totale Rayo Vallecano | 86         | 34         | 22         | 30         |                 | 3               | 0               | 1               | 2               |                    | -                  | -                  | -                  | -                  |             | -           | -           | -           | -           | 89     | 34     | 23     | 32     | 38,20      |             |
| 2019-2020             | Huesca                | SD                    | 42         | 21         | 7          | 14         | CR              | 2               | 1               | 0               | 1               | -                  | -                  | -                  | -                  | -                  | -           | -           | -           | -           | -           | 44     | 22     | 7      | 15     | 50,00      | 1° (prom.)  |
| 2020-gen. 2021        | Huesca                | PD                    | 18         | 1          | 9          | 8          | CR              | 2               | 1               | 0               | 1               | -                  | -                  | -                  | -                  | -                  | -           | -           | -           | -           | -           | 20     | 2      | 9      | 9      | 10,00      | Eson.       |
| Totale Huesca         | Totale Huesca         | Totale Huesca         | 60         | 22         | 16         | 22         |                 | 4               | 2               | 0               | 2               |                    | -                  | -                  | -                  | -                  |             | -           | -           | -           | -           | 64     | 24     | 16     | 24     | 37,50      |             |
| 2021-2022             | Girona                | SD                    | 42+4       | 20+2       | 8+1        | 14+1       | CR              | 4               | 3               | 0               | 1               | -                  | -                  | -                  | -                  | -                  | -           | -           | -           | -           | -           | 50     | 25     | 9      | 16     | 50,00      | 6° (prom.)  |
| 2022-2023             | Girona                | PD                    | 38         | 13         | 10         | 15         | CR              | 2               | 1               | 0               | 1               | -                  | -                  | -                  | -                  | -                  | -           | -           | -           | -           | -           | 40     | 14     | 10     | 16     | 35,00      | 10°         |
| 2023-2024             | Girona                | PD                    | 38         | 25         | 6          | 7          | CR              | 5               | 4               | 0               | 1               | -                  | -                  | -                  | -                  | -                  | -           | -           | -           | -           | -           | 43     | 29     | 6      | 8      | 67,44      | 3°          |
| 2024-2025             | Girona                | PD                    | 21         | 8          | 4          | 9          | CR              | 2               | 1               | 1               | 0               | UCL                | 8                  | 1                  | 0                  | 7                  | -           | -           | -           | -           | -           | 31     | 10     | 5      | 16     | 32,26      | in corso    |
| Totale Girona         | Totale Girona         | Totale Girona         | 143        | 68         | 29         | 46         |                 | 13              | 9               | 1               | 3               |                    | 8                  | 1                  | 0                  | 7                  |             | -           | -           | -           | -           | 164    | 78     | 30     | 56     | 47,56      |             |
| Totale carriera       | Totale carriera       | Totale carriera       | 289        | 124        | 67         | 98         |                 | 20              | 11              | 2               | 7               |                    | 8                  | 1                  | 0                  | 7                  |             | -           | -           | -           | -           | 317    | 136    | 69     | 112    | 42,90      |             |

## Palmarès

### Giocatore

#### Competizioni nazionali
- Segunda División B: 1

Rayo Vallecano: 2007-2008

### Allenatore

#### Competizioni nazionali
- Segunda División: 2

Rayo Vallecano: 2017-2018
Huesca: 2019-2020